# Schismatogobius
Schismatogobius es un género de peces de la familia Gobiidae y de la orden de los Perciformes. Se encuentra desde Sri Lanka hasta Fiyi.

## Especies
Se reconocen 23 especies en el género:
- Schismatogobius alleni Keith, Lord & Larson, 2017[2]
- Schismatogobius ampluvinculus I. S. Chen, K. T. Shao & L. S. Fang, 1995
- Schismatogobius arscuttoli Keith, Lord & Hubert, 2017[3]
- Schismatogobius baitabag Keith, Lord & Larson, 2017[2]
- Schismatogobius bruynisi de Beaufort, 1912
- Schismatogobius bussoni Keith, Hubert, Limmon & Darhuddin, 2017[3]
- Schismatogobius deraniyagalai Kottelat & Pethiyagoda, 1989
- Schismatogobius essi Keith, Lord & Larson, 2017[2]
- Schismatogobius fuligimentus I. S. Chen, Séret, Pöllabauer & K. T. Shao, 2001
- Schismatogobius hoesei Keith, Lord & Larson, 2017[2]
- Schismatogobius insignus (Herre, 1927)
- Schismatogobius limmoni Keith & Hubert, 2021[4]
- Schismatogobius marmoratus (W. K. H. Peters, 1868)
- Schismatogobius mondo Keith, Lord & Larson, 2017[2]
- dus Schismatogobius pallidus (Herre, 1934)
- Schismatogobius risdawatiae Keith, Darhuddin, Sukmono & Hubert, 2017[3]
- Schismatogobius roxasi Herre, 1936
- Schismatogobius sapoliensis Keith, Darhuddin, Limmon & Hubert, 2018
- Schismatogobius saurii Keith, Lord, Hadiaty & Hubert, 2017[3]
- Schismatogobius tiola Keith, Lord & Larson, 2017[2]
- Schismatogobius tuimanua Keith, Lord & Larson, 2017[2]
- Schismatogobius vanuatuensis Keith, Marquet & R. E. Watson, 2004
- Schismatogobius vitiensis A. P. Jenkins & Boseto, 2005